# فرمان جدید

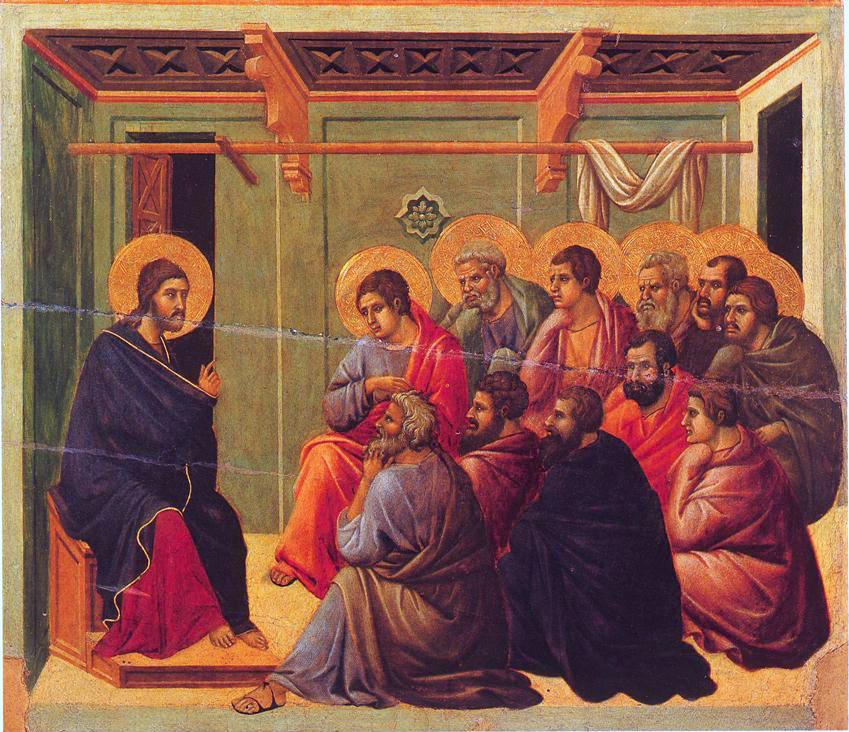
عیسی سخنرانی خداحافظی را با یازده شاگرد باقی مانده خود پس از شام آخر، از Maestà توسط دوچو، حدود ۱۳۱۰

فرمان جدید (انگلیسی: New Commandment) اصطلاحی است که در مسیحیت برای توصیف فرمان عیسی برای «همدیگر را دوست بدارید» استفاده می‌شود که طبق کتاب مقدس به عنوان بخشی از دستورهای نهایی به شاگردانش پس از آخرالزمان داده شد. هنگامی که شام آخر به پایان رسید، و پس از خروج یهودا اسخریوطی در یوحنا ۱۳:۳۰.